# Francis Crick Institute
Het Francis Crick Institute is een centrum voor biomedisch onderzoek in Londen. Het werd in 2016 geopend.
Het is een gezamenlijke onderneming van  Cancer Research UK, Imperial College London, King's College London, de Medical Research Council (UK), University College London en de Wellcome Trust. Het onderkomen van het instituut bevindt zich naast Station London St Pancras.
Het instituut is genoemd naar Francis Crick, die in 1962 samen met James Watson en Maurice Wilkins de Nobelprijs voor de Fysiologie of Geneeskunde ontving vanwege hun ontdekking van de structuur van het DNA. 
Paul Nurse werd de eerste directeur van het instituut.